# Помазун Ілля Олександрович
Ілля Помазун (рос. Илья Помазун, нар. 16 серпня 1996, Калінінград, Росія) — російський футболіст, воротар московського ЦСКА. На правах оренди грає за «Урал» з Єкатеринбурга.

## Ігрова кар'єра
Ілля Помазун почав займатися футболом у школі клубу «Торпедо-ЗІЛ». Звідки перейшов до ДЮСШ ПФК ЦСКА. У березні 2012 року Помазун дебютував у молодіжній першості Росії. Але в 2013 він отримав важку травму коліна і вибув з гри до кінця сезону.
У серпні 2017 року Ілля Помазун дебютував в основі «армійців», вийшовши на поле замість травмованого Ігоря Акінфєєва. І у перші ж 10 хвилин матчу проти казанського «Рубіну» пропустив два голи.
Через дискваліфікацію Акінфєєва у жовтні 2018 року Помазун вийшов на гру в основі ЦСКА на матч Ліги чемпіонів проти італійської «Роми». Матч закінчився перемогою італійців з рахунком 3:0.
У серпні 2020 для набуття ігрової практики Помазун на правах оренди перейшов до складу єкатеринбурзького «Уралу». І в першій грі за нову команду отримав приз як найкращий гравець матчу.

## Особисте життя
Ілля Помазун є сином Олександра Помазуна — українського воротаря, відомого за грою у складі харківського «Металіста» на початку 90-их років ХХ століття.